# Everybody Wants to Rule the World
«Everybody Wants to Rule the World» (с англ. — «Каждый хочет править миром») — песня британской группы Tears for Fears. Она была написана Роландом Орзабалом, Иэном Стэнли и Крисом Хьюзом и исполнена Куртом Смитом. Песня была впервые выпущена в Великобритании 22 марта 1985 года. Это был девятый релиз сингла группы (третий из альбома Songs from the Big Chair) и седьмой хит UK Top 40, достигнувший второй строчки в апреле 1985 года, тем самым став самым успешным синглом группы в британском чарте. В США он был выпущен в качестве ведущего сингла альбома и впервые для группы достиг #1 в Billboard Hot 100 8 июня 1985 года, оставаясь там в течение двух недель. Он также занял первое место как в Hot Dance Club Play, так и в Hot Dance Music/Maxi-Singles Sales. В 1986 году песня была признана лучшим синглом года на BRIT Awards.

## История создания и запись
«Everybody Wants to Rule the World» был одним из последних треков, записанных для альбома Songs from the Big Chair. Решение включить песню в альбом было принято после того, как Орзабал сыграл два аккорда на своей акустической гитаре для Хьюза. Она была записана за две недели, а затем стала последним треком в альбоме. Изначально песня называлась «Everybody Wants to Go to War», однако, по мнению Роланда Орзабала, это название было тусклым. По словам Роланда, первоначально он считал её лёгкой и не соответствующей остальной части альбома. Однако продюсер Крис Хьюз убедил его попробовать записать эту песню в попытке добиться успеха в американских чартах.

Она была написана и записана за две недели, и это был последний трек, добавленный в Songs from the Big Chair. Шаффл был чужд нашему обычному способу ведения дел. Она была весёлой, а не прямой и жёсткой, как «Shout», но продолжила процесс увеличения открытости.
—Роланд Орзабал
Оригинальный текст (англ.)It was written and recorded in two weeks and was the final track to be added to the Songs from the Big Chair album. The shuffle beat was alien to our normal way of doing things. It was jolly rather than square and rigid in the manner of 'Shout', but it continued the process of becoming more extrovert.

Основная идея весьма серьёзна. Она о том, что все хотят власти, о войне и страданиях, которые она причиняет.
—Курт Смит
Оригинальный текст (англ.)The concept is quite serious – it's about everybody wanting power, about warfare and the misery it causes.

Как и в случае с тремя синглами из дебютного альбома Tears for Fears The Hurting, ведущий вокал в песне исполняет басист Курт Смит.

## Производство и выпуск
«Everybody Wants to Rule the World» была написана Роландом Орзабалом, Иэном Стэнли и Крисом Хьюзом, производством занимался последний из них. Орзабал играл на гитаре и клавишных, Курт Смит — на бас-гитаре, а Стэнли — на клавишных, кроме того он использовал LinnDrum-программирование. Стэнли и Мэнни Элиас использовали драм-машину Oberheim DMX, Элиас также играл на барабанах. Кроме того, в записи принимали участие Хьюз, занимавшийся MIDI-программированием и игравший на драм-машине Oberheim DMX и ударных, Нил Тейлор, исполнивший второе гитарное соло, и звукорежиссёр Дейв Баскомб. «Everybody Wants to Rule the World» была выпущена в 1985 году Phonogram Records, Mercury Records и Vertigo Records в качестве третьего сингла второго альбома группы Songs from the Big Chair. Песня была выпущена для продажи в виде 7-дюймового, 10-дюймового и 12-дюймового винилового набора, включавшего в себя сторону «Б», интервью группы и различные версии песни. Также был выпущен набор CD Video, включавший в себя клип на песню и аудио бонусных треков.

## Композиция и содержание
«Everybody Wants to Rule the World» исполнена в жанре нью-вейв в тональности ре мажор с тактовым размером 12/8 и темпом 112 ударов в минуту. Группа заявила, что шаффл был вдохновлён синглом «Waterfront» Simple Minds, выпущенным в 1983 году.

## Награды
В 1986 году песня была признана лучшим синглом года на Brit Awards. Член группы и соавтор Роланд Орзабал утверждал, что песня заслуживает победы в премии Айвора Новелло в номинации «Лучший международный хит», утверждая, что победитель — «19» Пола Хардкасла — является не настоящей песней, а только «диалоговым коллажем».
В 2015 году, спустя 30 лет после своего выпуска, песня была удостоена премии BMI Awards в Лондоне за достижение 6 миллионов радиоротаций.

## Сторона «Б»
«Pharaohs» — это сторона «Б» сингла «Everybody Wants to Rule the World». Это более медленная, в значительной степени инструментальная вариация «Everybody Wants To Rule The World», содержащая запись голоса диктора BBC Radio 4 Брайана Перкинса, читающего «Прогноз для судоходства» для морских путей вокруг Великобритании (см. ниже). Название песни созвучно названию Фарерских островов («Faroes»), одного из мест, упоминаемых в прогнозе. Это одна из немногих песен Tears for Fears, вклад в создание которой внёс Курт Смит. Она была включена в сборник песен со стороны «Б» и редких треков Saturnine Martial & Lunatic, а также в переиздания альбома Songs from the Big Chair. В 2000 году кавер на песню «Pharaohs» также был включён в сборник каверов Back to Mine группы Groove Armada.

Независимо от того, насколько ужасны условия на самом деле, голос, читающий прогноз для судоходства, преднамеренно спокоен и расслаблен. [Песня] была записана в Wool Hall для стороны «Б» «Everybody» в спокойной и расслабленной манере.
—Крис Хьюз
Оригинальный текст (англ.)No matter how horrifying the conditions may really be, the voice reading the shipping forecast is deliberately calm and relaxed. Recorded at the Wool Hall for the B-side of 'Everybody' in a calm and relaxed way.

Прогноз для судоходства, прочитанный Брайаном Перкинсом (BBC Radio 4, 1984):

Штормовые предупреждения в Викинге, Фортис, Кромарти, Форте, Фишере, Довере, Уайте, Портленде, Плимуте, Финистерре, Соуле, Ланди, Фастнете, Шанноне, Роколле, Малине, Гебридских островах, Бейли, Фэр-Айле, Фарерских островах и Юго-Восточной Исландии.

Общая сводка в 1800: циклон к северу от Викинга, 977, неуклонно движущийся на восток-северо-восток.

В 300 милях к югу от Исландии. Атлантический циклон неуклонно двигается на северо-восток.

Между Северной и Южной Утсирой расположился гребень высокого давления. Прогноз области на следующие двадцать четыре часа. Викинг, Фортис, Кромарти, Форт.
Оригинальный текст (англ.)There are warnings of gales in Viking, Forties, Cromarty, Forth, Fisher, Dover, Wight, Portland, Plymouth, Finisterre, Sole, Lundy, Fastnet, Shannon, Rockall, Malin, Hebrides, Bailey, Fair Isle, Faroes and Southeast Iceland.
The general synopsis at one eight double-O: low just north of Viking, nine double-seven, moving steadily east-northeast.
Low 300 miles south of Iceland. Atlantic low forming, moving steadily northeast.
A ridge of high pressure has swayed between North and South Utsire. The area forecast for the next twenty-four hours. Viking, Forties, Cromarty, Forth.

## Видеоклип
Видеоклип «Everybody Wants to Rule the World», снятый в начале 1985 года, стал третьим клипом Tears for Fears, созданным режиссёром Найджелом Диком. В нём Курт Смит управляет антикварным спортивным автомобилем Austin-Healey 3000, проезжая по многочисленным местам Южной Калифорнии, включая Солтон-Си и Кабазон. В промежутках между этими кадрами вставлена запись группы в полном составе, исполняющей песню в лондонской студии. Наряду с клипом на песню «Shout», клип «Everybody Wants to the Rule the World» сыграл большую роль в увеличении популярности Tears for Fears в Америке благодаря большому количеству ротаций на музыкальном канале MTV.

## Форматы и трек-лист
В Великобритании сингл был выпущен в разных форматах, включая стандартный 7", двойную упаковку 7", две версии 12" и 10-дюймовый сингл.

### Сингл 7"
1. «Everybody Wants to Rule the World» (4:11)
2. «Pharaohs» (3:42)

### Двойная упаковка 7"
Диск 1
1. «Everybody Wants to Rule the World» (4:11)
2. «Pharaohs» (3:42)

Диск 2
1. «Everybody Wants to Rule the World [Urban Mix]» (6:06)
2. «Interview Excerpt» (7:30)

### Сингл 10"
1. «Everybody Wants to Rule the World» (4:11)
2. «Pharaohs» (3:42)

### Сингл 12"
1. «Everybody Wants to Rule the World [Extended Version]» (5:43)
2. «Everybody Wants to Rule the World» (4:11)
3. «Pharaohs» (3:42)

### 12" Urban Mix
1. «Everybody Wants to Rule the World [Urban Mix]» (6:06)
2. «Everybody Wants to Rule the World [Instrumental]» (4:26)

## В записи участвовали

### Tears for Fears
- Роланд Орзабал — гитара, клавишные, вокал
- Курт Смит — бас-гитара, основной вокал
- Иэн Стэнли — клавишные, программирование LinnDrum[англ.]
- Мэнни Элиас — ударные

### Дополнительный персонал
- Нил Тейлор[англ.] — второе гитарное соло
- Крис Хьюз[англ.] — продюсер, ударные, программирование MIDI
- Дейв Баскомб — звукорежиссёр

## Чарты и сертификации
| Чарт (1985)                                    | Высшая позиция |
| ---------------------------------------------- | -------------- |
| Kent Music Report                              | 2              |
| Австрия (Ö3 Austria Top 40)                    | 19             |
| Бельгия/Фландрия (Ultratop 50)                 | 3              |
| Великобритания (OCC UK Singles)                | 2              |
| ФРГ (GfK)                                      | 11             |
| Ирландия (IRMA)                                | 2              |
| FIMI                                           | 11             |
| The Record                                     | 1              |
| Канада (RPM Adult Contemporary)                | 1              |
| Канада (RPM Top Singles)                       | 1              |
| Нидерланды (Dutch Top 40)                      | 2              |
| Нидерланды (Single Top 100)                    | 2              |
| Новая Зеландия (Recorded Music NZ)             | 1              |
| США (Billboard Adult Contemporary)             | 2              |
| США (Billboard Hot 100)                        | 1              |
| Hot Dance Club Play (Billboard)                | 1              |
| Hot Dance Music/Maxi-Singles Sales (Billboard) | 1              |
| Top Rock Tracks (Billboard)                    | 2              |
| Cashbox                                        | 1              |
| Франция (SNEP)                                 | 18             |
| Швейцария (Schweizer Hitparade)                | 13             |
| Springbok Radio                                | 14             |

| Чарт (1985)                              | Позиция |
| ---------------------------------------- | ------- |
| Kent Music Report                        | 36      |
| Ultratop 50 Flanders                     | 31      |
| UK Singles Chart (Official Single Chart) | 24      |
| FIMI                                     | 86      |
| Top Singles (RPM)                        | 19      |
| Dutch Top 40                             | 20      |
| Single Top 100                           | 31      |
| Recorded Music NZ                        | 9       |
| Billboard Hot 100                        | 7       |
| Cashbox                                  | 3       |

| Регион | Сертификация  | Продажи   |
| --- | ------------- | --------- |
| Канада (Music Canada) | Золотой       | 50,000^   |
| Новая Зеландия (RMNZ) | Золотой       | 10,000*   |
| Великобритания (BPI) | 4× Платиновый | 2 400 000 |
| * Данные о продажах приведены только на основе сертификации. ^ Данные о тиражах приведены только на основе сертификации. |               |           |

## Everybody Wants to Run the World
«Everybody Wants to Run the World» — повторная запись «Everybody Wants to Rule the World». Переработанный сингл был выпущен в 1986 году для содействия кампании «Sport Aid», благотворительному мероприятию, посвящённому сбору средств для уменьшения числа голодающих в Африке. Эта песня достигла успеха в UK Singles Chart, в шестой раз в истории группы войдя в топ-5 лучших песен, заняв пятое место в июне 1986 года. Также она заняла четвёртое место в Ирландии.
| Чарт (1986)                     | Высшая позиция |
| ------------------------------- | -------------- |
| Ирландия (IRMA)                 | 4              |
| Великобритания (OCC UK Singles) | 5              |

## Ремиксы
У «Everybody Wants to Rule the World» существует относительно небольшое число ремиксов. На 7-дюймовых и 12-дюймовых синглах были выпущены расширенные и инструментальные версии, созданные продюсером Крисом Хьюзом. Единственным другим ремиксом был трек, созданный The Chosen Few и включённый в переиздание 2004 года сборника лучших хитов Tears Roll Down (Greatest Hits 82-92).

## Версия Лорд
Новозеландская певица Лорд записала кавер на песню, вошедший в саундтрек для фильма «Голодные игры: И вспыхнет пламя». Кавер был спродюсирован Петром Шуркиным и Натали Баарц и сопровождается аранжировкой Майкла Левина и Лукаса Кантора. Позднее он был использован в кинематографическом трейлере Assassin’s Creed Unity на E3 2014, а также появился в трейлере в честь пятнадцатилетия серии видеоигр «Total War», в рекламных роликах «BBC First», сериала «Изгнанники», шоу «Как избежать наказания за убийство», 4 сезона сериала «Родина», в финале первого сезона «Члены королевской семьи», в репортаже Sky Sports F1 о Гран-при Абу-Даби 2014 года и в трейлере фильма «Дракула». Кавер Лорд дебютировал в Official New Zealand Music Chart на 14 месте. Он достиг 53 места в Австралии, 65 — в Великобритании, 93 — во Франции и 27 — в Billboard Rock Songs.
| Чарт (2013—2014)                   | Высшая позиция |
| ---------------------------------- | -------------- |
| ARIA                               | 53             |
| Франция (SNEP)                     | 93             |
| Новая Зеландия (Recorded Music NZ) | 14             |
| Великобритания (OCC UK Singles)    | 65             |
| Billboard Rock Songs               | 27             |